# 蒙古魚目
蒙古魚目（學名：Mongolepidida）是一個已滅絕的目級原始鲨鱼的分類單元，於志留紀晚期至泥盆紀早期存在於今日的俄罗斯及蒙古国。
這些魚類化石上留下的魚鱗可追遡到志留紀的第三個世羅德洛世（4.27至4.23億年前），使本目的成員成為現今已知最古老的鯊魚。

## 外部連結
- 維基物種上的相關：蒙古魚目